# 和風醬

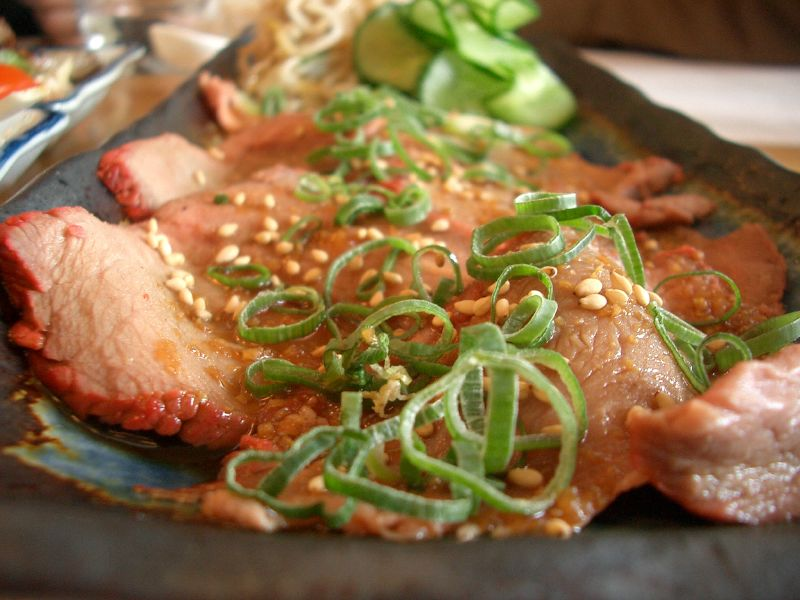
以和風醬做成的料理

和風醬（日语：和風ドレッシング），是一種以土佐酢為基底的沙拉醬，風行於日本和臺灣。
在台灣，喜歡在原本和風醬的基礎上再加芝麻油和芝麻，這種台灣人自創的和風醬又可稱為中華風醬（日语：中華風ドレッシング），被日本人認為是台灣料理裏的代表醬料之一，而在中國卻沒有這種醬料。和風醬的成份複雜較為，沒有一個統一的定義，呈現略微的酸味和鹹味，一般由日式醬油、米醋、味醂與植物油調製而成。亦有許多種類，例如加入青海苔、紫蘇、薑末、鰹節、梅醬、山葵、檸檬或柚子。